# Eledona agricola
Eledona agricola is een keversoort uit de familie Tenebrionidae. Het is inheems in Europa. Volwassen exemplaren zijn 2,5–3,1 mm groot. Het lichaam is kort, sterk convex; donkerbruin, mat, antennes en poten iets lichter. Ze ontwikkelen zich in boomschimmels. Ze leven in de bossen. Ze komen onder andere voor in Zweden en Finland.